# Macphersonus
Macphersonus is een geslacht van kreeftachtigen uit de klasse van de Malacostraca (hogere kreeftachtigen).

## Soort
- Macphersonus gladius (Macpherson, 1984)